# Monument aux héros de la Première Guerre mondiale à Moscou
Le monument aux héros de la Première Guerre mondiale est un monument inauguré sur le mont Poklonnaïa à Moscou le 1er août 2014 pour célébrer le centenaire de la Première Guerre mondiale. Le monument a été conçu par sculpteurs A. Kovaltchouk, P. Lioubimov, V. Ioussoupov et les architectes M. Korsi et S. Chlionkina.

## Historique
La décision d'ériger un monument aux héros de la Première Guerre mondiale à Moscou a été prise en avril 2013, il a été décidé d'installer le monument sur mont Poklonnaïa, entre l'Arc de Triomphe et le Musée de la Grande Guerre Patriotique[réf. souhaitée]. Le projet d'Andreï Kovaltchouk a été retenu, sa construction a été financée par une collecte de 97 millions de roubles par la Société historique militaire russe et 74 millions venant du budget municipal de Moscou

### Inauguration
Le monument est inauguré le 1er août 2014, cent ans après le début de la Première Guerre mondiale, par le président russe Vladimir Poutine. Parmi les invités figurent le ministre de la défense Sergueï Choïgou, le maire de Moscou Sergueï Sobianine et le patriarche Cyrille.

## Description
Selon le sculpteur Andreï Kovaltchouk, le monument se compose de « deux éléments : un soldat russe qui a traversé la guerre, a accompli honnêtement son devoir et est devenu un cavalier de l'ordre de Saint-Georges, et une composition à plusieurs figures incarnant le drapeau de la Russie ».
La figure en bronze du soldat, montée sur une colonne de 13 m[réf. souhaitée], est de style classique. Il porte sur l'épaule une capote militaire roulée et un fusil Mossine-Nagant, et sa poitrine est décorée de croix de Saint-Georges. Le piédestal est orné d'une croix de Saint-Georges dorée.
Derrière le soldat se trouve une composition à plusieurs figures : sur fond du drapeau russe tricolore, un officier mène des soldats à l'attaque. À proximité, une infirmière (« sœur de la miséricorde ») secourt un blessé. Dans le groupe de soldats se trouve le cosaque Kozma Krioutchkov, premier récipiendaire de la Croix de Saint-Georges pendant la Première Guerre mondiale. Dans l'image de la sœur de la Miséricorde, on peut reconnaître la grande-duchesse Elisabeth Feodorovna.